# Roger W. Burg

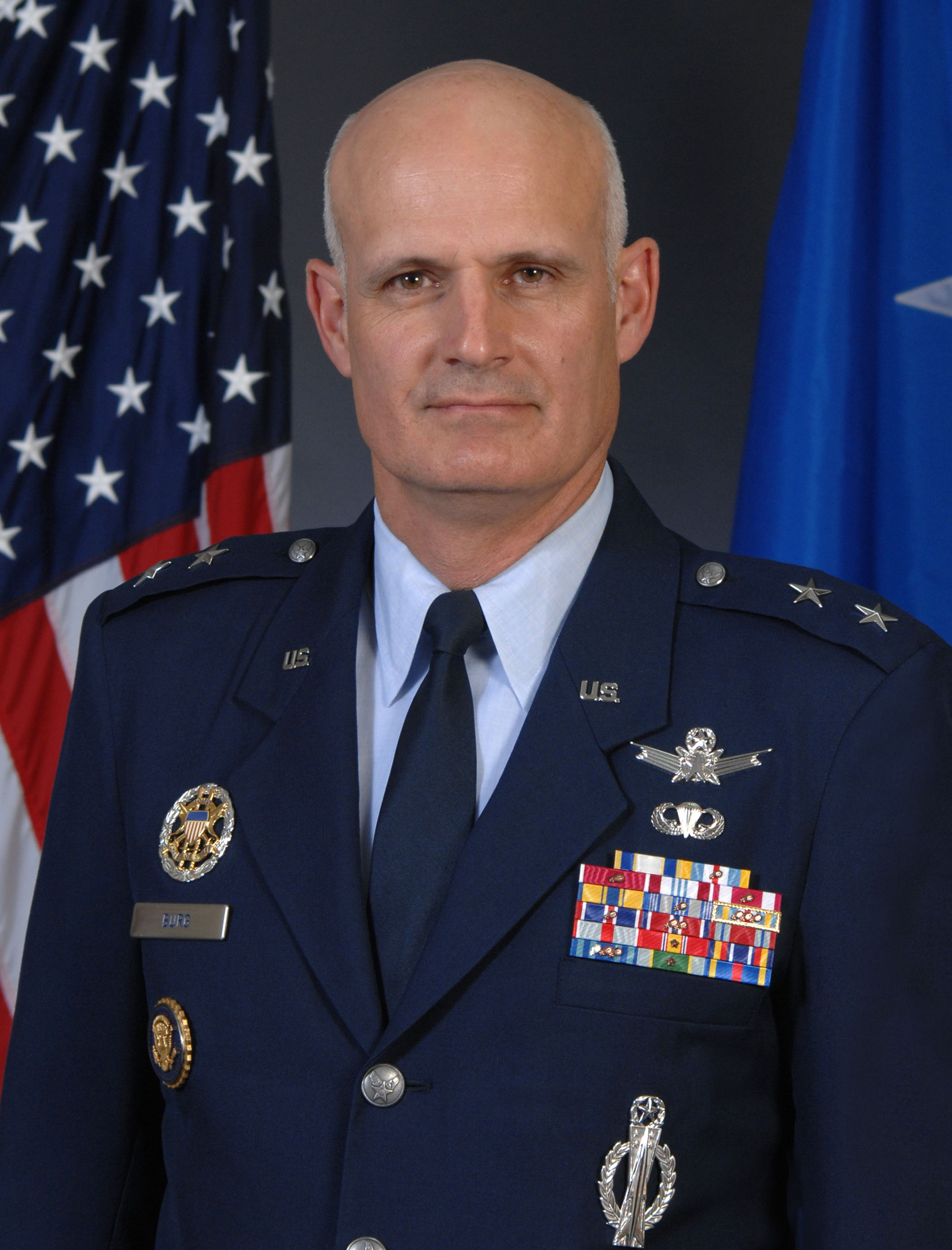
Roger W. Burg (2008)

Roger W. Burg (* um 1956) ist ein pensionierter Generalmajor der United States Air Force. Er war unter anderem Kommandeur der 20. Luftflotte.
Im Jahr 1978 absolvierte er die United States Air Force Academy in Colorado Springs. Nach seiner Graduation wurde er als Leutnant in das Offizierskorps der Air Force aufgenommen. In der Folge durchlief er alle Offiziersgrade vom Leutnant bis zum Zwei-Sterne-General.
Im Lauf seiner militärischen Karriere absolvierte er verschiedene Kurse und Schulungen. Dazu gehörten unter anderem eine Ausbildung an der Squadron Officer School auf der Maxwell Air Force Base in Alabama; das Naval Command and Staff College in Newport in Rhode Island; das Naval War College ebenfalls in Newport und das National War College in Fort Lesley J. McNair in Washington, D.C. Auf der Maxwell AFB absolvierte er den Joint Force Air Component Commander Course und den Joint Flag Officer War Fighting Course. Außerdem erhielt er einen akademischen Grad von der Columbia University.
Burg wurde in der Air Force vor allem als Raum- und Raketentechniker sowie Offizier tätig. In seinen frühen Jahren als Offizier der Luftwaffe war er auf verschiedenen Stützpunkten in den Vereinigten Staaten stationiert. Dabei war er bei unterschiedlichen Einheiten eingesetzt. Dazwischen absolvierte er die erwähnten Schulungen. Als Stabsoffizier war er unter anderem im Hauptquartier der Air Force und bei den Joint Chiefs of Staff tätig.
Zwischen Juni 1993 und Dezember 1994 war er als Oberstleutnant Kommandeur der 741. Raketenschwadron (741st Missile Squadron), die auf der Minot Air Force Base in North Dakota stationiert war. Daran schloss sich eine Versetzung zur Francis E. Warren Air Force Base in Wyoming an. Dort kommandierte er zwischen Dezember 1994 und April 1997 die 90th Operations Group. Danach war er bis zum Juli 1998 auf der Schriever Air Force Base in Colorado stellvertretender Kommandeur des 50. Raumgeschwaders (50th Space Wing).
Sein nächster Auftrag führte ihn auf die Peterson Air Force Base, ebenfalls in Colorado. Bis zum August 1999 gehörte Roger Burg dort dem Stab des North American Aerospace Defense Commands (NORAD) an. Es folgte eine Rückkehr zur Francis E. Warren AFB in Wyoming. Zwischen August 1999 und Juni 2001 kommandierte er dort das 90. Raketengeschwader (90th Missile Wing).
In der Folge wurde Burg zur Offutt Air Force Base in Nebraska versetzt. Dort gehörte er bis zum Juni 2003 der Stabsabteilung für Planungen des United States Strategic Commands an. Bis zum August 2004 gehörte er dann als Director for Nuclear Policy and Arms Control dem Stab des Nationalen Sicherheitsrats an. Anschließend wurde er zum Hauptquartier der Air Force versetzt. Dort war er zwischen August 2004 und August 2007 Unterabteilungsleiter in dessen Stabsabteilung für Operationen, Planungen und Bedarf (Director of Strategic Security, Office of the Deputy Chief of Staff for Operations, Plans and Requirements, Headquarters U.S. Air Force).
Am 10. August 2007 übernahm Roger Burg als Nachfolger von Thomas F. Deppe auf der Francis E. Warren AFB das Kommando über die 20. Luftflotte. Gleichzeitig kommandierte er auch die ICBM-Task Force 214, die dem United States Strategic Command unterstand. Diese Aufgaben nahm er bis zum 1. Juli 2010 wahr, als C. Donald Alston seine Nachfolge antrat. Am 1. September 2010 schied er aus dem aktiven Militärdienst aus.
Nach seiner Pensionierung wurde Burg im März 2011 Präsident der Beraterfirma O'Malley Burg Consulting, LLC.

## Daten der Beförderungen
| Abzeichen | Rang               | Jahr              |
| --------- | ------------------ | ----------------- |
|           | Second Lieutenant  | 31. Mai 1978      |
|           | First Lieutenant   | 31. Mai 1980      |
|           | Captain            | 31. Mai 1982      |
|           | Major              | 1. Februar 1988   |
|           | Lieutenant Colonel | 1. Juli 1991      |
|           | Colonel            | 1. September 1996 |
|           | Brigadier General  | 1, Oktober 2002   |
|           | Major General      | 1. September 2005 |

## Orden und Auszeichnungen
Roger Burg erhielt im Lauf seiner militärischen Laufbahn unter anderem folgende Auszeichnungen:
- Air Force Distinguished Service Medal
- Defense Superior Service Medal
- Legion of Merit
- Defense Meritorious Service Medal
- Meritorious Service Medal
- Air Force Commendation Medal
- Air Force Achievement Medal
- Combat Readiness Medal
- National Defense Service Medal